# Natalie Hurst
Natalie Hurst (ur. 8 kwietnia 1983 w Canberze) – australijska koszykarka występująca na pozycji rozgrywającej, reprezentantka kraju.
29 stycznia 2018 została zawodniczką InvestInTheWest AZS AJP Gorzowa Wielkopolskiego.

## Osiągnięcia
Stan na 1 lutego 2018, na podstawie, o ile nie zaznaczono inaczej..
Drużynowe
- Mistrzyni Australii (WNBL – 2000, 2002, 2003, 2006, 2007, 2009, 2010)
- Wicemistrzyni:
  - WNBL (2001)
  - Węgier (2013)
  - Turcji (2016)
- Brąz Eurocup (2017)
- Zdobywczyni Superpucharu Turcji (2016)
- Finalistka pucharu Węgier (2013)
- Uczestniczka rozgrywek:
  - światowej ligi FIBA (2007 – 6. miejsce)
  - Euroligi (2012/2013, 2016/2017)
  - Eurocup (2014/2015, 2016/2017)

Indywidualne
- MVP finałów WNBL (2009)
- Zaliczona do I składu ligi tureckiej (2016 przez eurobasket.com)[1]
- Liderka WNBL w asystach (2018)

Reprezentacja
- Mistrzyni Oceanii (2009, 2011, 2013)